# Albin Ekdal
Albin Ekdal (Bromma, 1989. július 28. –) svéd támadó középpályás, a Sampdoria játékosa.

## Pályafutása
Pályafutását az IF Brommapojkarna csapatában kezdte. 2008-ban 4 éves szerződést írt alá a Juventusszal, a Zebrák 1 millió eurót fizettek érte. Ekdalt tehetsége miatt az "új Ibrahimovic"-ként is emlegették, bár nem egy poszton játszott az Internazionale akkori csatárklasszisával.
Mielőtt a Juventusba igazolt volna, több angol csapat is szívesen látta volna. 16-17 éves korában több ajánlatot is visszautasított, mert a külföldre szerződés előtt be akarta fejezni a középiskolát.